# Bronzo di Rapino
Il bronzo di Rapino, detto anche (in latino) Tabula Rapinensis, è un'epigrafe redatta in alfabeto latino, che rappresenta una della principali fonti di conoscenza del dialetto marrucino, una lingua osco-umbra vicina all'osco e parlato dal popolo italico dei Marrucini. Rinvenuto a Rapino, presso Chieti, è stato pubblicato per la prima volta da Theodor Mommsen nel 1846. Varie caratteristiche linguistiche, sia nel vocabolario che nella sintassi, sono di interesse considerevole per chi studia la grammatica delle lingue osco-umbre o il latino.

## Datazione
L'iscrizione risale a circa la metà del III secolo a.C. ed è attualmente conservata presso il Museo Puškin di Mosca. Fu rinvenuta in località  Piano del Colle, dove sorgeva la città italico romana di Touta Marouca, collegata anche all'importante 
area archeologica  di Danzica-Torre del Colle, e alla grotta del Colle. Touta Marouca fu usata dagli abitanti sino all'VIII secolo d.C. si pensa che la tavola fosse collocata presso un tempio dedicato a Giove.

## Contenuto
Il testo riporta l'etnonimo o toponimo "touta marouca", che richiama il touto sannitico ("popolo", "Stato" [sannitico]). L'etnonimo "Marrucini"  è però di origine pre-indoeuropea ed è di interesse considerevole, giacché mostra il suffisso -no- che segue il suffisso -co-, un cambiamento che probabilmente indica una conquista di una tribù più antica da parte di invasori italici. Il bronzo accenna anche ad una cittadella con l'epiteto di "Tarincris".

### Il testo
Testo
[1] aisos pacris totai

maroucai lixs

asignas ferenter.

auiatas toutai.

[5] maroucai ioues.

patres ocres tarin

cris iouias. agine

iafc esuc agine asum

ba[-]u [-]poleenis feret

[10] regen[-] di[-]i cerie. iouia.

pacrsi. eituam am. aten

s uenalinam . ni ta[-]a. nipis. pedi. suam

Traduzione
Oh dei benevoli

per legge del popolo marrucino:

le ancelle giovie assegnate a servizio

nell'arce Tarincra di Giove padre,

dopo che il popolo marrucino avrà preso gli auspici su di esse,

siano assegnate al nuovo servizio sacro,

la sacerdotessa giovia

le assegni al giusto rito di Ceria giovia

per accrescerne la gloria.

Gli dei benevoli hanno stabilito

che nessuno tocchi l'offerta dello scambio

se non alla fine del giusto rito.